# Sudamericano Juvenil M18 de Rugby 2023
El Sudamericano Juvenil M18 de Rugby de 2023, oficialmente Torneo Sudamericano M18 Challenge, fue la cuarta edición del torneo que se disputó entre el 29 de noviembre y 2 de diciembre en Rio Segundo, Argentina.
El formato del torneo fue el de todos contra todos, a suma de puntos y de tiempo reducido (2 tiempos de 20 minutos)

## Equipos participantes
- Selección juvenil de rugby de Argentina (Pumitas M18)
- Selección juvenil de rugby de Chile (Cóndores M18)
- Selección juvenil de rugby de Uruguay (Teritos M18)

## Posiciones
| Pos. | Equipo            | Encuentros | Encuentros | Encuentros | Encuentros | Tantos  | Tantos    | Tantos     | Puntos |
| Pos. | Equipo            | jugados    | ganados    | empatados  | perdidos   | a favor | en contra | diferencia | Puntos |
| ---- | ----------------- | ---------- | ---------- | ---------- | ---------- | ------- | --------- | ---------- | ------ |
| 1    | Argentina Celeste | 2          | 2          | 0          | 0          | 75      | 17        | +58        | 6      |
| 2    | Argentina Blanco  | 2          | 1          | 0          | 1          | 19      | 26        | -7         | 3      |
| 3    | Uruguay           | 2          | 0          | 0          | 2          | 10      | 61        | -51        | 0      |

Nota: Se otorgan 3 puntos al equipo que gane un partido, 1 al que empate y 0 al que pierda

## Resultados

### Primera fase
| 29 de noviembre | Argentina Celeste | 54 - 5 | Uruguay |  |  |

| 29 de noviembre | Argentina Celeste | 21 - 12 | Argentina Blanco |  |  |

| 29 de noviembre | Argentina Blanco | 7 - 5 | Uruguay |  |  |

### Semifinal
- Se incorporó la selección de Chile

| 2 de diciembre | Argentina Celeste | 33 - 7 | Chile |  |  |

| 2 de diciembre | Argentina Blanco | 45 - 12 | Uruguay |  |  |

### Tercer puesto
| 2 de diciembre | Uruguay | 19 - 19 | Chile |  |  |

### Final
| 2 de diciembre | Argentina Celeste | 17 - 12 | Argentina Blanco |  |  |

| Bandera de Argentina            |
| Campeón Argentina Cuarto título |